# Adam West
Adam West, właśc. William West Anderson (ur. 19 września 1928 w Walla Walla, zm. 9 czerwca 2017 w Los Angeles) – amerykański aktor. Odtwórca roli Bruce’a Wayne’a/Batmana w filmie Batman zbawia świat (1966) i kampowym serialu ABC Batman (1966–1968).
5 kwietnia 2012 otrzymał własną gwiazdę w Alei Gwiazd w Los Angeles znajdujące się przy 6764 Hollywood Boulevard.
Od 2000 aż do śmierci użyczał swego głosu swej animowanej wersji w serialu Family Guy.

## Życiorys
Urodził się w Walla Walla w stanie Waszyngton. Jego ojciec, Otto West Anderson (1903–1984), był rolnikiem, a matka, Audrey (z domu Speer; 1906–1969), była operową śpiewaczką i pianistką koncertową, która zmuszona była porzucić swoje własne marzenia o Hollywood i zająć się opieką nad rodziną. Miał brata Johna (ur. 20 maja 1931, zm. 8 lutego 2008 w wieku 76 lat).
Jako dziecko oświadczył ojcu, że po ukończeniu szkoły zamierza wyjechać do Hollywood. Gdy miał 15 lat, wraz z matką po rozwodzie rodziców przeniósł się do Seattle. W 1949 matka wyszła za doktora Paula George’a Flothowa.
Uczęszczał do szkoły średniej w Walla Walla na pierwszym i drugim roku, a później zapisał się do Lakeside School w Seattle. Zdobył stopień licencjata na wydziale literatury i psychologii na Whitman College w Walla Walla. Wcielony do United States Army, służył podczas wojny koreańskiej jako spiker telewizyjny sieci American Forces Network. Po odejściu z wojska pracował jako mleczarz, zanim przeniósł się na Hawaje, aby podjąć pracę w telewizji.
Podczas pobytu na Hawajach został wybrany do roli pomocnika w lokalnym programie telewizyjnym The Kini Popo Show, w którym wystąpił także szympans o imieniu Peaches. West później przejął rolę gospodarza programu.
W 1959 przeniósł się z rodziną do Hollywood, gdzie podpisał kontrakt z Warner Bros. i przyjął pseudonim sceniczny Adam West. Wkrótce został obsadzony w małej, ale kluczowej roli męża impotenta w melodramacie Vincenta Shermana Młodzi filadelfijczycy (1959).
W latach 1966–1968 wcielał się w postać milionera Bruce’a Wayne’a/Batmana w przebojowym serialu telewizyjnym Batman. Uważano, że mógł zastąpić Seana Connery’ego w roli Jamesa Bonda w filmie W tajnej służbie Jej Królewskiej Mości (1969), a producent Albert R. Broccoli rozważał kandydaturę Westa w filmie Diamenty są wieczne (1970).
W 1972 wystąpił w sztuce Volpone w Center Theatre Group, Mark Taper Forum w Los Angeles. W 1994 opublikował autobiografię pt. Back to the Batcave.
Zmarł 9 czerwca 2017 w Los Angeles na białaczkę w wieku 88 lat.

## Życie prywatne
27 sierpnia 1950 zawarł związek małżeński z Billie Lou Yeager, z którą się rozwiódł w 1956. 1 lutego 1957 ożenił się z Ngahrą Frisbie, z którą miał dwójką dzieci – córkę Jonelle Ngaruę (ur. 1957) i syna Huntera O’Deana (ur. 1959). W 1962 rozwiódł się z żoną. W 1968 związał się z Lindą Cristal. 7 listopada 1970 ożenił się z Marcelle Tagand Lear, z którą miał dwoje dzieci: córkę Ninę (ur. 1976) i syna Perrina (ur. 1979) oraz zaadoptował dwie córki swojej pasierbicy – Moyę i Jill.

## Filmografia

### Filmy
- 1959: Młodzi filadelfijczycy jako William Lawrence III
- 1966: Batman zbawia świat jako Bruce Wayne/Batman
- 1978: Kaskaderzy (Hooper) – w roli samego siebie
- 1999: Zabójcza piękność (Drop Dead Gorgeous) – w roli samego siebie
- 2003: Powrót do jaskini Batmana – przypadki Adama i Burta (Return to the Batcave: The Misadventures of Adam and Burt, TV) – w roli samego siebie
- 2005: Aloha, Scooby Doo jako Jared Moon (głos)
- 2005: Kurczak Mały (Chicken Little) jako As – Hollywoodzki Kurczak Mały (głos)
- 2007: Rodzinka Robinsonów (Meet the Robinsons) jako wujek Art (głos)
- 2015: Scooby Doo i plażowy potwór jako Sandy Blake (głos)

### Seriale
- 1961: Bonanza jako Frank Milton
- 1963: Strzały w Dodge City (Gunsmoke) jako Emmett
- 1964: Ożeniłem się z czarownicą (Bewitched) jako Kermit
- 1964: Po tamtej stronie (The Outer Limits) jako major Charles „Chuck” Merritt
- 1966–1968: Batman jako Bruce Wayne/Batman
- 1972: Mannix jako Jonathan Forsythe
- 1977: Sierżant Anderson (Police Woman) jako Morgan
- 1983: Statek miłości (The Love Boat) jako Bob Williams
- 1987: Napisała: Morderstwo (Murder, She Wrote) jako Wade Talmadge
- 1990: Zorro jako dr Henry Wayne
- 1992: Batman jako Simon Trent / Gray Ghost (głos)
- 1992: Pełzaki (Rugrats) jako kapitan Blasto (głos)
- 1992: Simpsonowie – w roli samego siebie (głos)
- 1993: Opowieści z krypty (Tales from the Crypt) jako Chapman
- 1995: Przygody Piotrków (The Adventures of Pete and Pete) jako Kent Schwinger
- 1995: Nowe przygody Supermana (Lois & Clark: The New Adventures of Superman) jako Jerry Retchen
- 1995: Prawo Burke’a (Burke’s Law) jako Dean Winters
- 1996: Dziewczyna z komputera (Weird Science) – w roli samego siebie
- 1997: Murphy Brown – w roli samego siebie
- 1997: Animaniacy (Animaniacs) jako Spruce Wayne / Caped Crusader (głos)
- 1997, 2004: Johnny Bravo – w roli samego siebie (głos)
- 1998: Diagnoza morderstwo (Diagnosis Murder) jako Bruce Blazer
- 1998: Histeria jako Ernest Hemingway (głos)
- 1998–1999: Tajne akta Psiej Agencji (The Secret Files of the Spy Dogs) jako Dog Zero, Leonardo da Vinci (głos)
- 1999: Niebieski Pacyfik (Pacific Blue) jako Macon Dean
- 2000–2018: Głowa rodziny (Family Guy) jako burmistrz Adam West (głos)
- 2001: The Drew Carey Show jako Mitch
- 2002: Simpsonowie jako Batman (głos)
- 2003: Kim Kolwiek (Kim Possible) jako Timothy North / Fearless Ferret (głos)
- 2003–2008: Wróżkowie chrzestni (The Fairly OddParents) jako Człowiek–kot (głos)
- 2004–2006: Batman jako major Marion Grange (głos)
- 2005: Diabli nadali (The King of Queens) – w roli samego siebie
- 2008: Guiding Light – w roli samego siebie
- 2009: Rockefeller Plaza 30 (30 Rock) – w roli samego siebie
- 2010: SpongeBob Kanciastoporty jako Młody Syrenka (głos)
- 2010: Batman: Odważni i bezwzględni jako Protobot, Thomas Wayne (głos)
- 2011: Super Hero Squad jako Nighthawk
- 2011–2012: Jake i piraci z Nibylandii jako Mądra Stara Papuga (głos)
- 2013: Futurama – w roli samego siebie
- 2015–2017: Penn Zero – bohater na pół etatu jako kapitan Super Kapitan, Profesor Zły Profesor (głos)
- 2016: Teoria wielkiego podrywu – w roli samego siebie
- 2017: Bezmocni (Powerless) jako narrator, przewodniczący Dean West

### Gry wideo
- 2003: XIII jako generał Carrington
- 2013: Grand Theft Auto V jako nienazwany ochroniarz Bobcat